# داگنزویل (میزوری)
داگنزویل (به انگلیسی: Dugginsville) یک منطقهٔ مسکونی در ایالات متحده آمریکا است که در میزوری واقع شده‌است.